# Shane Long
Shane Patrick Long (Gortnahoe, 22 de janeiro de 1987) é um ex-futebolista irlandês que atuava como atacante. 

## Carreira
Long fez parte do elenco da Seleção Irlandesa de Futebol da Eurocopa de 2016.